# Hombre lobo
Hombre Lobo: 12 songs of desire è il settimo album in studio degli Eels, uscito il 2 giugno 2009 per la Vagrant Records. L'uscita dell'album è stata anticipata il 31 marzo dalla pubblicazione del singolo "Fresh Blood" sul sito Spinner.com,. Per documentare la registrazione dell'album è stato registrato un documentario intitolato Tremendous Dynamite..
Hombre Lobo nelle intenzioni di Everett è un concept album sul desiderio che ha come protagonista il Dog Faced Boy descritto nella canzone d'apertura del suo precedente lavoro Souljacker (Hombre Lobo è infatti la traduzione in spagnolo di licantropo).

## Tracce
Tutte le tracce sono di Mark Everett e di Koool G Murder, eccetto laddove specificato.
1. "Prizefighter" – 2:53
2. "That Look You Give That Guy" – 4:15
3. "Lilac Breeze" (E) – 2:36
4. "In My Dreams" – 3:22
5. "Tremendous Dynamite" – 2:46
6. "The Longing" (E) – 4:22
7. "Fresh Blood" – 4:25
8. "What's a Fella Gotta Do" – 3:25
9. "My Timing Is Off" (E) – 2:58
10. "All the Beautiful Things" (E) – 2:22
11. "Beginner's Luck" – 3:37
12. "Ordinary Man" (E) – 3:15